# Hans am Ende
Hans am Ende (ur. 31 grudnia 1864 w Trewirze, zm. 4 marca 1918 w Szczecinie) – niemiecki malarz impresjonista, współzałożyciel kolonii artystycznej Worpswede.

## Życiorys
Urodził się 31 grudnia 1864 roku w Trewirze w rodzinie pastora. Po ukończeniu szkoły Landesschule Pforta studiował na Akademii Sztuk Pięknych w Monachium (1884–1889) i w Karlsruhe (1886–1887). Był uczniem niemieckiego malarza Wilhelma von Dieza (1839–1907). W 1889 roku, za namową przyjaciela – malarza Fritza Mackensena (1866–1953), zamieszkał w Worpswede – gdzie obok Mackensena, Otto Modersohna (1865–1943), Fritza Overbecka (1869–1909) i Heinricha Vogelera (1872–1942) był współzałożycielem kolonii artystycznej Worpswede. W latach 1892–1893 studiował przez rok w Berlinie u Otto Knillego (1832–1898), po czym powrócił do Worpswede.
W 1895 roku malarze z Worpswede wystawili razem swoje prace w Pałacu Szklanym w Monachium i zaistnieli zbiorowo na niemieckiej scenie sztuk pięknych. Worpswede przyciągnęło kolejnych artystów, m.in. poetę Rainera Marię Rilkego (1875–1926), który w swojej monografii Worpswede zawarł portrety pięciu malarzy, w tym Hansa am Ende.
W 1896 roku zdobył złoty medal w Wiedniu, a w 1904 roku w Saint Louis.
Podczas I wojny światowej zgłosił się na ochotnika do wojska. Zmarł wskutek odniesionych ran 4 marca 1918 w lazarecie wojennym w Szczecinie.

## Twórczość
Malował portrety oraz wielkoformatowe pejzaże w nasyconych barwach, przedstawiające początkowo torfowiska w Worpswede, a później również wysokie góry w Szwajcarii. Jego styl malarski cechowała jasna paleta barw i klasyczna kompozycja. Tworzył również akwaforty i nauczał tej techniki – jego uczniem był m.in. Heinrich Vogeler. Także tworzył pojedyncze rzeźby, np. Worpsweder Kind. Jego prace wystawiane są m.in. w muzeach w Bremie, Monachium, Mannheim, Chemnitz i Weimarze.

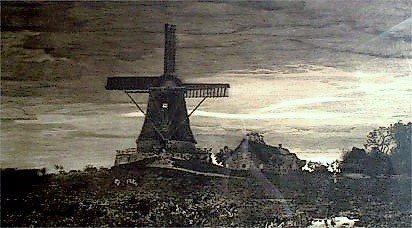
Die Mühle (1894)
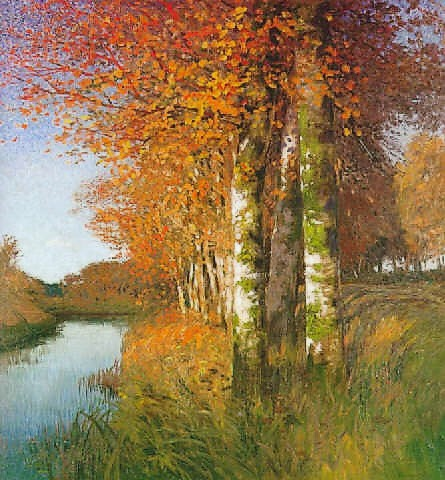
Birken am Moorgraben (1896)
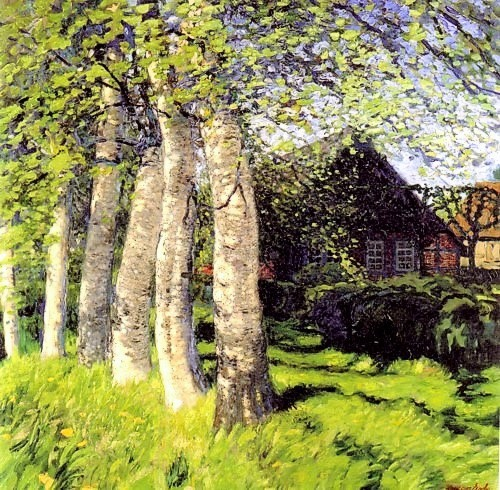
Frühling in Worpswede (1900)
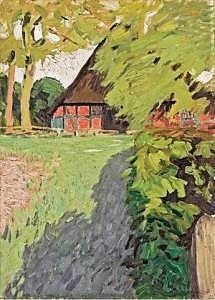
Maimorgen (ok. 1900)
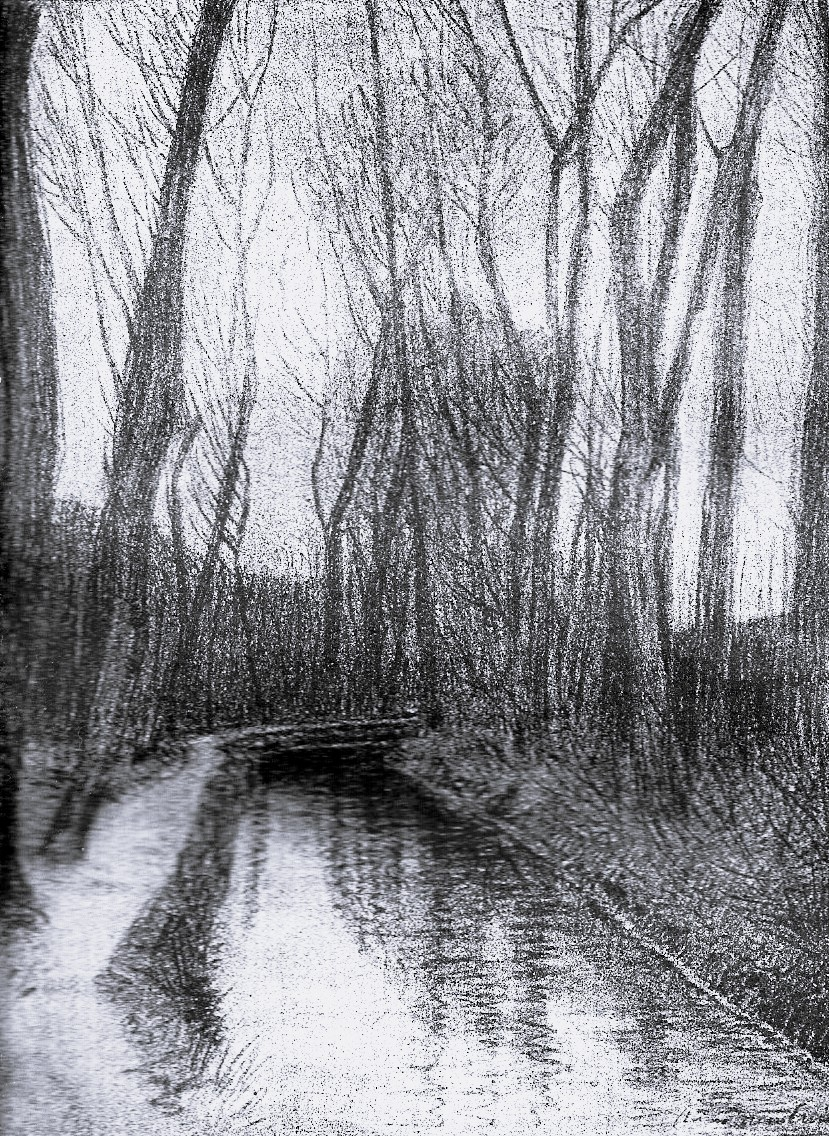
Szkic: Der Avre-Bach mit dem Treidelweg zwischen St. Mard und St. Aurin (1914)
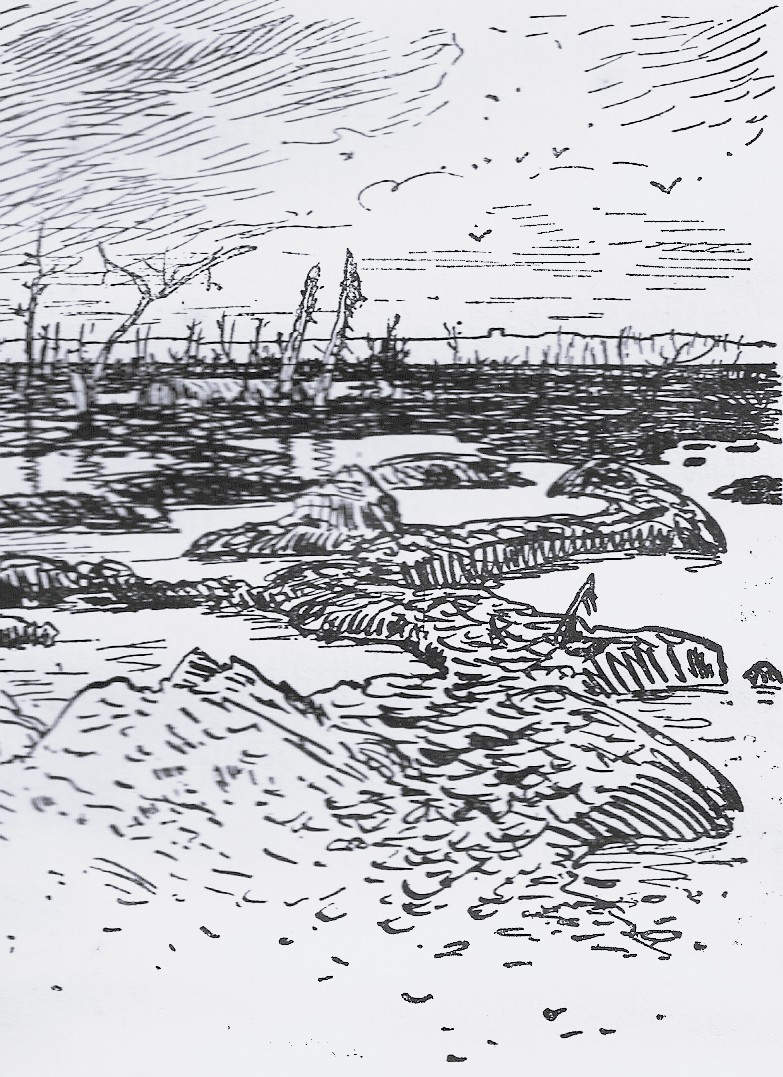
Szkic: Das Trichtergelände zwischen B.T.K. und K.T.K. Gheluvelt (1917)
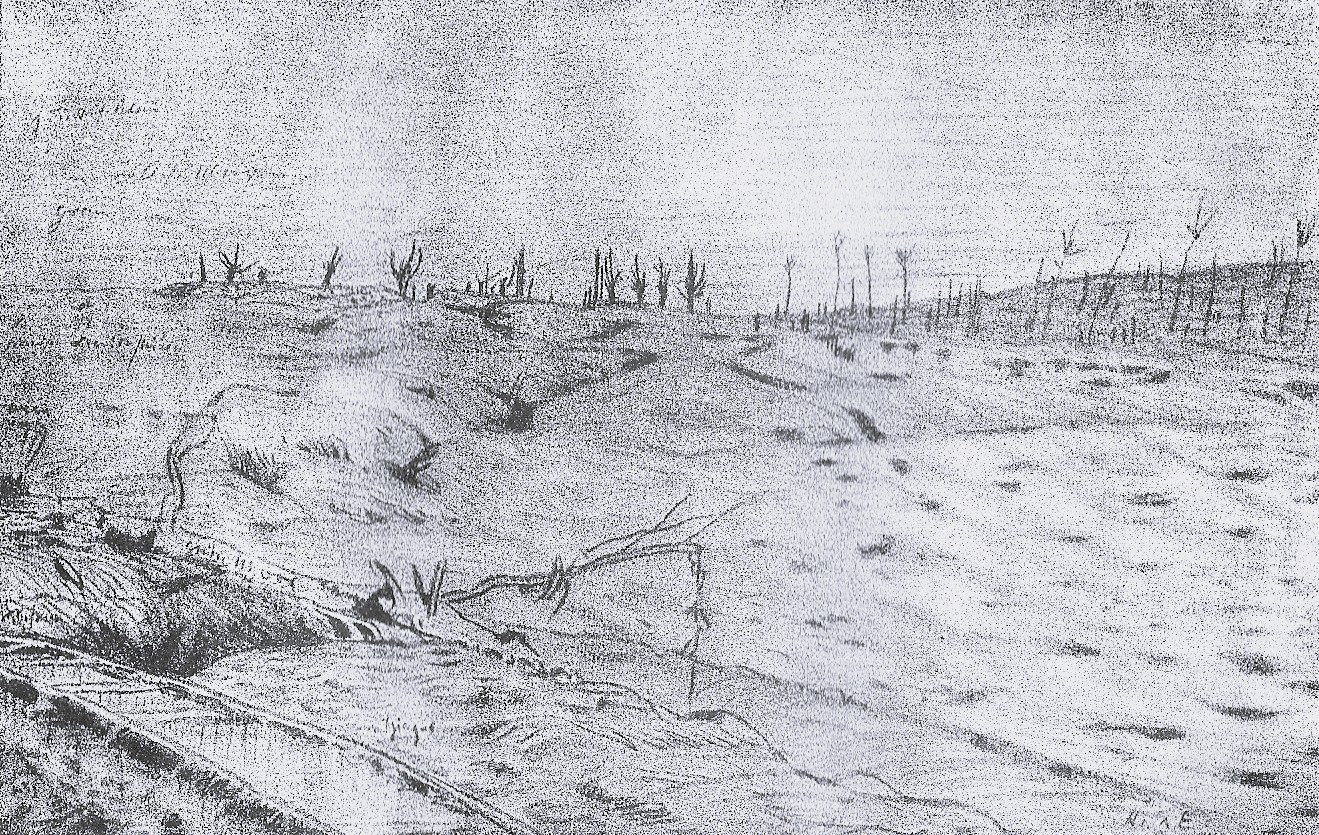
Szkic: Die Gießeler Höhe für das IR 162
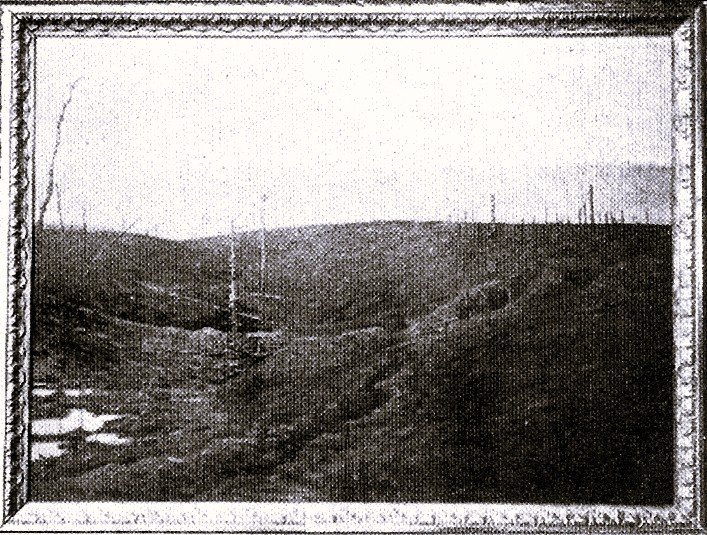
Die Gießeler Höhe für das IR 163
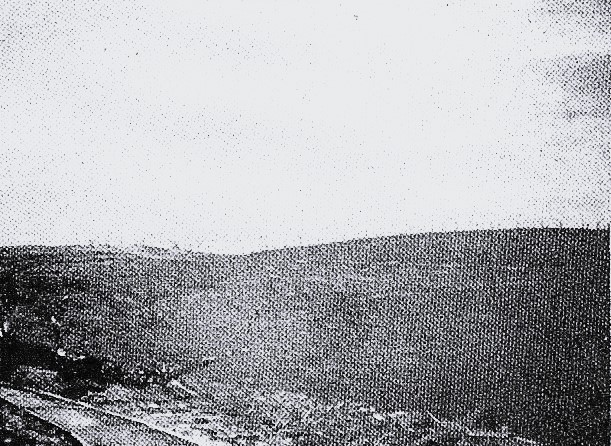
Die Gießeler Höhe für das IR 162